# یاسین سعید نعمان
یاسین سعید نعمان (عربی: ياسين سعيد نعمان؛ زادهٔ ۱۹۴۷ (۷۷–۷۸ سال)) سیاستمدار، و دیپلمات اهل یمن است. وی از ۸ فوریه ۱۹۸۶ تا ۲۲ مه ۱۹۹۰، نخست‌وزیر جمهوری دموکراتیک خلق یمن بود.